# Степан Бандера
Степан Андреевич Бандера (на украински: Степа́н Андрі́йович Банде́ра) е украински политически деец, идеолог на украинското националистическо движение на ХХ век. Председател е на крайнодясната Организация на украинските националисти (ОУН). 

## Биография

### Детство
Степан Андреевич Бандера е роден на 1 януари 1909 г. в галицкото село Стари Угринов, на територията на Кралство Галисия и Лодомерия, което е било част от Австро-Унгарската империя (днес Калуски окръг, Ивано-Франкивска област). Баща му Андрей Михайлович Бандера (11.12.1882 – 10.07.1941) e енорийски свещеник на Украинската гръкокатолическа църква, който произхожда от семейство на стрийски дребнобуржаазни хлебопроизводители Михаил и Розалия Бандер. Майката Мирослава Владимирова (1890−1922), с моминско име Глодзинская, е дъщеря на гръкокатолически свещеник Владимир Глозински и съпругата му Екатерина от Стари Угринов. Степан е второто от седем деца, след най-голямата дъщеря Марта-Мария (1907 – 1982) и преди Олександър (1911 – 1942), Володимир (1913 – 2001), Васил (1915 – 1942), Оксана (1917 – 2008), Богдан (1921 – 1944?) и Мирослава (починала през 1922 г.)
Расте в атмосферата на украински патриотизъм. Фронтът на Първата световна война 4 пъти е минавал през неговото родно село. През лятото на 1917 г. жителите на Галиция стават свидетели на национално-революционните изменения и революцията в армията на Руската империя.
От самото си детство Бандера е свидетел на възраждането на украинската държава. От 3 ноември 1918 г. неговият баща е делегат в Парламента на Западно-украинската народна република (ЗУНР) в град Станислав и участва във формирането на държавната система в района на Калуш.
През септември 1919 г. Степан Бандера се записва в украинската гимназия в град Стрий, където учи до 1927 г. В трети гимназиален клас той става участник в украинската скаутска организация „Пласт“.
През пролетта на 1922 г. майка му Мирослава Бандера умира от туберкулоза.

### Дейност в ОУН, 1932 – 1933
През 1932 – 1933 г. изпълнява функцията на заместник на водача на района, а в средата на 1933 г. е назначен за районен водач на Организация на украинските националисти (ОУН). Участва в конференции в Прага, Берлин, Гданск.
Под ръководството на Бандера ОУН започва серия от наказателни акции срещу представителите на полската окупационна власт. През този период ОУН извършва 3 политически убийства, които получават голяма публичност – на училищния куратор Гадомски, обвинен в унищожаването на украинското училище и насаждането на полския език, на служителя на Държавното политическо управление Алексей Майлов като протест срещу Голодомор, а в Украйна и убийството на полския министър на вътрешните работи Бронеслав Перацки, който се занимава с „пацификацията“ (умиротворението) на украинците. Степан Бандера е отговорен ръководител на тези покушения.

### Лишаване от свобода
През юни 1934 г. е арестуван от полската полиция и докато тече разследването, е в затворите в Лвов, Краков и Варшава до края на 1935 г. По време на Варшавския процес Бандера е съден за принадлежността му към ОУН и за организацията на убийството на министъра на вътрешните работи на Полша Бронеслав Перацки. Степан Бандера е осъден на смърт, впоследствие заменено с доживотна присъда.
Освободен е през септември 1939 г. след превземането на Западна Полша от Германия.

### Втора световна война
След убийството на Евген Коновалец от съветския агент Судоплатов, ръководител на ОУН, става полковник Андрий Мелник, който е съратник на Коновалец от времето на борбите на ЗУНР и съвместната дейност в Украинската военна организация (УВО). През август 1939 година в Рим се провежда второто Голямо събрание на украинските националисти, което официално утвърждава Андрий Мелник за глава на Ръководството на украинските националисти (по украински Провід Українських Націоналістів – ПУН). Но група млади националисти, начело със Степан Бандера, която след окупацията на Полша от Германия излиза от затворите и е била откъсната от дейността на Организацията, започва да изисква от ПУН и неговия ръководител Андрей Мелник да смени изчаквателната тактика на ОУН и да изключи от ПУН няколко негови члена. Конфликтът придобива остри форми и довежда до разкол. През февруари 1940 година се създава „Революционно ръководство на ОУН“ начело със Степан Бандера.
След една година Революционното ръководство събира второ Голямо събрание на ОУН, където едногласно Степан Бандера е избран за ръководител. Под неговото ръководство ОУН-Б се превръща в истинска революционна организация. Тя изгражда организационна мрежа на украинските земи, създава групи на ОУН-Б от членове, които живеят зад граница и заедно с немски военни кръгове, които с разбиране се отнасят към украинските дела, създава украински легион, организира освободителна борба под названието ОУН-революционери (ОУН-р) (по-късно ОУН-СД (за Самостоятелна държава), или още по-разпространено название „бандеривци“).
Преди Германо-съветската война през 1941 г. Бандера инициира създаването на Украински национален комитет в Краков за консолидация на украински политически сили в борба за държавност.
На 30 юни 1941 г. в Лвов Ръководството на организацията провъзгласява възстановяването на Украинската държава. Това е опит да постави Третия Райх пред свършен факт и да го принуди да признае украинската борба. Обаче Хитлер инструктира своята полиция веднага да ликвидира този „заговор на украинските самостийники“. Немците арестуват Бандера няколко дни след акта на провъзгласяването на възстановяването на Украинската държава – на 5 юли 1941 година. Степан Бандера е затворен в германския концлагер Заксенхаузен, където остава до декември 1944 г. След това той е освободен заедно с няколко други висши членове на ОУН, на които е предложено да присъединят към немските сили ОУН-Б и Украинска въстаническа армия като съюзници на Германия против Съветския съюз. Степан Бандера отхвърля предложението на немската страна.
През февруари 1945 година се провежда регионално разширено съвещание на ръководството ОУН-Б на украинските земи, избрано е ново Бюро на ръководството в състав: Бандера, Шухевич, Стецко. Този избор е потвърден от Конференцията на задграничните части на ОУН-Б през 1947 година и тогава Степан Бандера пак става глава на ръководството на цялата ОУН-Б. Като водач на ОУН-Б, Бандера през следвоенно време решава да продължи въоръжената борба срещу комунистическа Москва. Той интензивно организира регионална мрежа и бойни групи на ОУН-Б, които постоянно поддържат контакт с Регионалното ръководство чак до смъртта на водача.
През 1948 година в Задграничните части на ОУН-Б се образува опозиция, на която Бандера се противопоставя в идейна, организационна и политическа плоскост. Той категорично се противопоставя на идеята за демократизация на ОУН и на отказа от авторитарни методи в нейната дейност до завършването на военните действия.
През декември 1950 година Бандера напуска поста на Глава на ръководството на задграничните части на ОУН-Б. На 22 август 1952 година той напуска също поста Глава на ръководството на цялата ОУН-Б. Но неговото решение не е прието от никоя компетентна институция на ОУН-Б и Бандера остава ръководител на ОУН-Б до убийството му през 1959 година.
През 1955 година се провежда 5-а Конференция ЗЧ на ОУН-Б, която отново избира Степан Бандера за ръководител на задграничните части на ОУН-Б и оттогава отново се провежда интензивна дейност на Организацията.

### Последни години
Следвоенните години са напрегнати за семейството на Бандера. Съветските спецслужби преследват не само водача на националното движение, а и децата му. Например до 1948 година семейството шест пъти сменя местожителството си: Берлин, Инсбрук, Зеефелд, Мюнхен, Хилдесхайм, Щарнберг. В края на краищата заради необходимостта да даде на дъщеря си добро образование, семейството през 1954 година окончателно се преселва в Мюнхен. Родителите се стараят да скрият от Наталка важността на персоната на баща ѝ, за да не я подлагат на опасност. Именно в Мюнхен Бандера прекарва последните си дни, живеейки под името Щефан Попел. Според една от версиите, той получава паспорта от лвовския шахматист Стефан Попел, който през 1944 година напуска Украйна, в началото на 1950-те живее в Париж, а през 1956 година заминава в САЩ.

### Убийство
През есента на 1949 г. Върховният съд на Съветския съюз на закрито заседание осъжда Степан Бандера на смърт.
На 15 октомври 1959 година до входа на дома му на Крайтмайрщрасе 7 (Kreittmayrstraße), в Мюнхен в 13:05 намират още живия Степан Бандера. Медицинската експертиза установява, че причината за смъртта е отрова. Две години по-късно, на 17 ноември 1961 г., германски съд обявява, че убиецът на Степан Бандера е бил Богдан Сташински по заповед на председателя на КГБ Александър Шелепин и ръководителя на СССР и първи секретар на ЦК на КПСС Никита Хрушчов. Богдан Сташински е стрелял в лицето на Бандера от специален пистолет с разтвор от калиев цианид. След докладно разследване убиецът е изправен пред т.нар. „процес на Сташински“ от 8 до 15 октомври 1962. Присъдата е обявена на 19 октомври – убиецът е осъден на осем години затвор.
Германският федерален върховен съд (Bundesgerichtshof) в Карлсруе потвърждава, че главният обвиняем в убийството на Бандера е съветската власт в Москва, която практикува политически тероризъм дори и след смъртта на Сталин. В интервю за московски вестник „Комсомолска правда“, публикувано на 6 декември 2005 година, бившият председател на КГБ СССР Владимир Крючков признава, заявявайки, че убийството на Степан Бандера е едно от последните отстранявания от КГБ на „нежелателни елементи“, използвайки терористични методи.
Степан Бандера е погребан на Мюнхенското гробище Валдфридхоф на 20 октомври 1959 година. През 90-те години на ХХ век широко е обсъждана идеята за погребване на останките на Степан Бандера в Украйна. Но по политически причини това не е осъществено.

## Значение
Степан Бандера е сред символите на украинското националноосвободително движение. От 2007 г. всеки август във Волинска област в Украйна се провежда фестивал „Бандерщат“.
През 1995 г. режисьорът Олес Янчук заснема филма „Атентатът – есенното убийство в Мюнхен“ за съдбата на Степан Бандера след войната.
В проекта „Великите украинци“ Бандера заема 3-то място.

### Награждаване със званието „Герой на Украйна“
На 20 декември 2010 година Президентът на Украйна Виктор Юшченко награждава посмъртно Степан Бандера със званието „Герой на Украйна“ за „несъкрушимост на духа в отстояването на националната идея, за проявените героизъм и саможертва в борбата за независима украинска държава“, и го награждава с ордена на Държавата (посмъртно). Наградата получава внукът на Бандера, който също се казва Степан Бандера.
В началото на 2011 г. новото ръководство на Украйна при президентството на Виктор Янукович официално оттегля решението Бандера да бъде обявен за „Герой на Украйна“.

### Паметници
Паметници на Степан Бандера има в Лвов, Тернопил, Ивано-Франкивск, Дрогобич, Сколе, Турка, Самбир, Стари Самбир, Теребовля, Бережани, Бучач, Дубляни, Микитинци, Стрий, Борислав, Залишчики, Червоноград, Мостиска, Кременец, селата Козив, Вербив, Грабивка и Середний Березив.